# ترابط جيني
الترابط الجيني هو عندما يحدث واحد أو أكثر من الأنماط الوراثية داخل مجتمع ما تحدث مع سمة النمط في كثير من الأحيان أكثر مما كان متوقعا من قبل حدوث الصدفة.
تهدف دراسات الارتباط الجيني إلى اختبار ما إذا كانت أليلات الموضع المفرد أو ترددات النمط الجيني (أو بشكل عام، ترددات النمط الفرداني متعدد التركيز) تختلف بين مجموعتين من الأفراد.و تستند دراسات الارتباط الوراثي اليوم إلى مبدأ أنه يمكن مقارنة الأنماط الجينية «مباشرة»، أي مع تسلسلات الجينوم الفعلي أو exomes عبر تسلسل الجينوم الكامل أو تسلسل exome الكامل. قبل عام 2010، تم استخدام طرق تسلسل الحمض النووي.

## الوصف
يمكن أن يكون الارتباط الجيني بين الأنماط الظاهرية، مثل الخصائص المرئية مثل لون الزهرة أو ارتفاعها، بين النمط الظاهري وأشكال الأشكال الوراثية، مثل تعدد أشكال النوكليوتيدات المفردة (SNP) ، أو بين تعدد الأشكال الوراثية. يحدث الارتباط بين الأشكال المتعددة الوراثية عندما يكون هناك ارتباط غير عشوائي لأليلاتهم نتيجة لقربهم من نفس الكروموسوم؛ هذا هو المعروف باسم الرابط الجيني.

## الروابط الخارجية
- A list of computer programs for genetic analysis including genetic association analysis
- Golden Helix SNP & Variation Suite: Software package for population and family-based genetic association analysis
- GWAS Central – a central database of summary-level genetic association findings.